# Black Arrow
Black Arrow, oficiálně psáno verzálkami BLACK ARROW, byla britská nosná raketa, vyvinutá během šedesátých let dvacátého století. Byla použita k vynesení první britské umělé družice Prospero X-3. Vývoj vycházel ze studií provedených organizací Royal Aircraft Establishment, která se zabývala vývojem nosné rakety na základě testovací rakety Black Knight. Výroba byla svěřena firmě Saunders-Roe, která byla později spojena s Westland Aircraft. Raketa byla používána v letech 1969 až 1971 a celkem se uskutečnily čtyři starty. Starty se konaly na australské základně Woomera Missile Range. Raketa byla třístupňová. První dva stupně byly poháněny motory na kapalné palivo, spalující RP-1 a koncentrovaný peroxid vodíku. Třetí stupeň byl vybaven motorem na tuhé pohonné látky. Program byl zastaven rozhodnutím britského Ministerstva obrany, které se rozhodlo nakoupit levnější americké rakety Scout.

## Vývoj

Popis rakety Black Arrow

Na počátku vývoje rakety Black Arrow byl požadavek Royal Aircraft Establishment na vývoj nosného systému, schopného dopravit náklad o hmotnosti až 144 kg (320 lb) na nízkou oběžnou dráhu Země. Vývojový program byl schválen britskou konzervativní vládou roku 1964. Po volbách však nastoupila vláda labouristů a program byl v rámci úspor pozastaven. Po předčasných volbách roku 1966 byl program obnoven, avšak počet testovacích letů byl omezen na tři.
Většina potřebné technologie byla již otestována v programu Black Knight, nebo byla převzata ze střely vzduch-země Avro Blue Steel. Projekt Black Arrow se snažil využít maximum z těchto předchozích programů, což se mělo projevit na snížení nákladů na vývoj. Vývoj a výrobu zpočátku zabezpečovala společnost Saunders-Roe, kterou však v roce 1964 převzala společnost Westland Aircraft. Westland se tak stal hlavním dodavatelem. Montáž prvních dvou stupňů probíhala v zařízení Westlandu na ostrově Wight. Motory na kapalné palivo dodávala společnost Bristol Siddeley, která je taktéž ve své továrně ve městě Ansty ve Warwickshiru testovala. Třetí stupeň na tuhé palivo byl vyráběn v Somersetu společností Bristol-Aerojet, což byl společný podnik (Joint venture) společností Bristol Siddeley a Aerojet General.

## Technický popis
První a druhý stupeň používaly jako palivo vysoce rafinovanou formu petroleje nazývanou RP-1. Jako okysličovadlo byl použit koncentrovaný peroxid vodíku. Poměr okysličovadla k palivu byl 8:1, což vyžadovalo nezvykle rozměrné nádrže pro okysličovadlo. Peroxid vodíku má vyšší hustotu než RP-1 a proto byly nádrže s ním umístěny vespod, kvůli posunutí těžiště co nejníže.
První stupeň byl osazen jedním motorem Gamma 8 s osmi spalovacími komorami. Druhý stupeň byl taktéž osazen motorem Gamma, ale jen se dvěma komorami. Spalovací komory a trysky byly na prvním i druhém stupni uspořádány po dvojicích a výkyvně zavěšeny, což umožňovalo řízení rakety. Po dohoření druhého stupně byla raketa ovládána pouze reaktivním kontrolním systémem. Třetí stupeň byl poháněn motorem na tuhé palivo a postrádal systém řízení. Byl proto stabilizován rotací kolem své osy.

## Starty
| Sériové číslo | Datum startu (UTC)     | Náklad       | Výsledek  | Poznámka                                                                    |
| ------------- | ---------------------- | ------------ | --------- | --------------------------------------------------------------------------- |
| R0            | 28. červen 1969, 22:58 |              | neúspěch  | Suborbitální test prvního a druhého stupně, selhání systému směrování tahu. |
| R1            | 4. března 1970, 21:15  |              | úspěch    | Suborbitální test prvního a druhého stupně.                                 |
| R2            | 2. září 1970, 00:34    | Orba X-2     | neúspěch  | Porucha druhého stupně, neúspěšný pokus o vyslání družice na oběžnou dráhu. |
| R3            | 28. říjen 1971, 04:09  | Prospero X-3 | úspěch    | Úspěšné vyslání družice na oběžnou dráhu.                                   |
| R4            | nepoužita              | nepoužita    | nepoužita | Nachází se v Science Museum v Londýně                                       |